# منتخب المجر لهوكي الجليد
منتخب المجر الوطني لهوكي الجليد هو منتخب وطني يمثل المجر في منافسات هوكي الجليد الدولية، بدأ منافساته في سنة 1927، نافس في بطولة العالم لهوكي الجليد 52 مرة، وفي الألعاب الأولمبية الشتوية 3 مرات، يحتل حالياً التصنيف العشرين على العالم.